# Guy Courtois
Pour les articles homonymes, voir Courtois.
 (mars 2022).
Guy Courtois, né le 21 janvier 1922  et mort le 31 mai 2006, est un médecin neurologue canadien. 

## Biographie
Guy Courtois obtient un B.A.  en 1942, étudie à l'Université de Montréal où il obtient un M.D. en 1948, puis un M.Sc. en neurophysiologie en 1949 à McGill. Il poursuit un cursus postdoctoral en neurophysiologie qui le mènent à effectuer des stages intensifs au Queen's Square de Londres et à l'hôpital de la Salpêtrière de Paris (1949-1951), à l'hôpital de la Timone à Marseille (1951-1953), et à l'Institut neurologique du Royal Victoria Hospital (McGill). Il décroche la qualification CSPQ en 1954 puis CRCP en 1955.
Avec André Barbeau, il est parmi les premiers neurologues canadiens à ne pas être psychiatre ou neuropsychiatre. Diplômés en médecine de l'Université de Montréal, ils ont tous deux poursuivi leur formation à l’Institut de neurologie puis à l’étranger.
Annie Courtois, née Verpillot et Guy Courtois sont les élèves de l'Américain Herbert Jasper pionnier de l'électroencéphalographie (EEG).
Il entreprend sa carrière professorale à l'hôpital Hôtel-Dieu où il met sur pied le laboratoire d'électroencéphalographie en 1953 qu'il dirige jusqu'en 1975. En 1964, il obtient un certificat de compétence en EEG.
Annie et Guy Courtois se voient confiés conjointement par l'Hôpital Sainte-Justine, son service d'électroencéphalographie en 1953. Courtois apporte son expérience à l'hôpital Sainte-Justine (1953-1956) tout en assumant les responsabilités de chef du Service de neurologie de l'Hôtel-Dieu (1960-1975). Courtois est agrégé en 1965 puis titulaire en 1976. Il contribue à la création de la Faculté de médecine de Sousse en Tunisie (1978-1979). Il travaille ensuite au service de formation médicale continue de l'UdeM qu'il dirige de 1986 à 1989.

## Publications
- Eléments de neurologie clinique, 1985, éditeur Vigot
- Neurologie avec de nombreuses rééditions : 1991 - Presses Universitaires de Montréal, 2006 - Éditeur Frison Roche